# ZIL-115
La ZIL-115 è un'autovettura full-size di lusso prodotta dalla Zavod Imeni Lichačëva all'inizio degli anni settanta.

## Storia
Il modello era una limousine blindata a quattro porte che era principalmente utilizzata dalla nomenklatura sovietica in occasioni ufficiali. Il veicolo era provvisto di un pavimento che aveva uno spessore di 1 pollice e che era in grado di resistere anche a scoppi di bombe. Per riuscire a penetrare le lamiere ed i vetri, erano necessari dei proiettili che fossero almeno di calibro .303.
La vettura era in genere di colore nero ed era prodotta in tiratura limitata (circa 15-20 esemplari l'anno). Venne venduta anche a capi di stato africani ed asiatici. Gli interni, di conseguenza, erano lussuosi ed erano dotati di un equipaggiamento che rendeva molto comodo il viaggio per i passeggeri.
La ZIL-115 era dotata di un motore V8 a benzina da 7.695 cm³ di cilindrata che erogava 315 CV di potenza a 4.600 giri al minuto e 609 N•m di coppia a 4.000 giri al minuto. La distribuzione era monoalbero mentre il cambio era automatico a tre rapporti. I freni erano idraulici a disco. L'alimentazione era invece assicurata da due carburatori.